# Pieter van Royen
Pieter van Royen (* 1923 in Lahat, Südsumatra, Indonesien; † 2002) war ein niederländischer Botaniker. Sein offizielles botanisches Autorenkürzel lautet „P.Royen“.   

## Leben
1933 zog er mit seiner Familie aus Indonesien in die Niederlande. An der Universität Utrecht erwarb er dort 1951 seinen Doktor mit dem ersten Band einer Monographie über die Podostemaceae der Neotropen, deren zweiten und dritten Band er 1953 beziehungsweise 1954 vorlegte.
Von 1951 bis 1962 war er am Rijksherbarium in Leiden tätig, von 1954 bis 1955 unternahm er seine erste botanische Erkundung in Neuguinea. Von 1962 bis 1965 war er am dortigen Botanischen Garten Lae beschäftigt und zugleich von 1964 bis 1965 am Queensland Herbarium im australischen Brisbane.
Im Mai 1967 wurde er Kurator am B.P. Bishop Museum Herbarium in Honolulu auf Hawaii; diese Position bekleidete er bis zu seiner Pensionierung 1983. In dieser Zeit widmete er sich kontinuierlich der weiteren Erforschung der Flora von Neuguinea.
Van Royen hat mit seiner Arbeit insbesondere die Kenntnis der neuguineischen Flora deutlich befördert. Seine Monographie über die Podostemonaceae ist bis in die Gegenwart ein grundlegendes Standardwerk; der amerikanische Botaniker C. Thomas Philbrick schrieb darüber „Große Teile unserer heutigen Kenntnisse über die Taxonomie der neuweltlichen Podostemaceae beruhen zu gewichtigen Teilen auf der Arbeit von Dr. P. van Royen.“ („Much of our present understanding of the taxonomy of Podostemaceae in the New World rests heavily on the work of Dr. P. van Royen“).

## Ehrungen
Die Pflanzengattung Van-royena Aubrév. aus der Familie der Sapotengewächse (Sapotaceae) wurde 1964 nach van Royen benannt. Auch der Gattungsname Vanroyenella Novelo & C.T.Philbrick aus der Familie der Podostemaceae ehrt P. van Royen.

## Werke (Auswahl)
- The Podostemaceae of the New World, Vol. I, in: Meded. Bot. Mus. Herb. Rijks Univ. Utrecht, 107:1-151, 1951
- The Podostemaceae of the New World, Vol. II, in: Acta Bot. Neerl. 2 (1): 1-21, 1953
- The Podostemaceae of the New World, Vol. III, in: Acta Bot. Neerl. 3: 215–263, 1954
- The genus Rubus [Rosaceae] in New Guinea, Vaduz, Cramer, 1969
- P. van Royen &  P. R. Reitz, Podostemáceas, in: P. R. Reitz. (Hrsg.). Flora Illustrada Catarinense, 1a (5):2-36, 1971
- Sertulum Papuanum 17. Corsiaceae of New Guinea and surrounding areas, in: Webbia 27: S. 223–255, 1972
- The alpine flora of New Guinea, Vaduz, 1979, ISBN 3768212440
- Genus Corybas (Orchidaceae in Its Eastern Areas), 1984, ISBN 3768213676

## Nachweise
- Biographie und Bibliographie beim Nationaal Herbarium Nederland
- Biographie und Würdigung auf der Homepage von C. Thomas Philbrick, Western Connecticut State University